# Victòria (Seychelles)

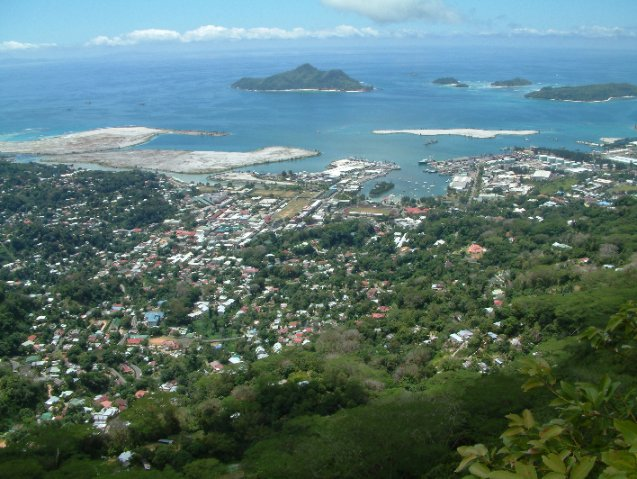
Vista de Victòria

Victòria o Port Victòria (en anglès Victoria o Port Victoria) és la capital i la ciutat principal de l'estat insular de les Seychelles. Està situada a la costa nord-oriental de l'illa de Mahé, a 4° 37′ S i 55° 27′ E, per la qual cosa la ciutat també es coneix habitualment amb el nom de l'illa. Tot i que la seva població era de 24.970 habitants el 2002, això representava al voltant d'un terç de la població total de l'arxipèlag.
Va ser fundada el 1903 per albergar la seu del govern colonial britànic a les illes i fou batejada en honor de la reina Victòria.
El port de Victòria exporta principalment vainilla, cocos, oli de coco, closques de tortuga, sabó i guano.
 El port es coneix com a Port Victòria.
Les atraccions principals són un campanar que és una rèplica del pont Vauxhall de Londres, la Courthouse o Palau de Justícia, el jardí botànic, el Museu Nacional d'Història, el Museu d'Història Natural i el mercat de Sir Selwyn Selwyn-Clarke. A la ciutat també es troben l'estadi nacional i un institut politècnic, mentre que el port interior és a l'est de la ciutat, al voltant del qual s'apleguen les indústries locals, dedicades principalment a la pesca de la tonyina i l'envasat de productes alimentaris.
Prop de la ciutat hi ha l'Aeroport Internacional de les Seychelles, inaugurat el 1971.
Un dels ponts principals de Victòria fou destruït a conseqüència del tsunami del desembre del 2004.

## Història
Fa dos segles i mig, l'illa de Mahé encara estava deshabitada.
El 1744, el navegant francès Lazare Picault va tornar a l'illa d'Abondance, futura Mahé, i va fondejar el seu vaixell Elisabeth en una gran badia tranquil·la i segura que va batejar Port-Royal. La fragata francesa Le Cerf, va arribar a Port-Royal el dia 11 de novembre de 1756 durant la Guerra dels Set Anys. A bord hi havia Corneille Nicholas Morphey, líder de l'expedició francesa, que pren l'illa posant una pedra de possessió a Mahé. El monument més antic de les Seychelles, ara és visible al Museu Nacional d'Història.
El lloc va mantenir aquest nom fins al 1778, quan va ser rebatejat com «Establiment Roy», abans del seu nom definitiu de Port-Victoria, el 1838, en homenatge a la reina d'Anglaterra. Aleshores el poble tenia amb prou feines més d'un centenar de cases de fusta cobertes de teules.

## Clima
Victòria presenta un clima de selva tropical (classificació climàtica de Köppen Af) amb temperatures elevades al llarg de l'any. La capital té períodes notablement més humits i secs durant l'any, amb juny i juliol els mesos més secs i de desembre a febrer els més plujosos de la ciutat. Tanmateix, com que en cap mes la precipitació mitjana mensual baixa per sota dels 60 mm a Victòria, la ciutat no té un veritable mes d'estació seca. Aquesta manca d'un veritable mes de l'estació seca és una de les principals raons per les quals el clima cau sota la categoria de clima de la selva tropical. La capital té una mitjana d'uns 2.300 mm de pluja anuals. Tot i que és molt plujós, els cels solen estar clars a parcialment clars i els dies completament ennuvolats continuen escasses durant tot l'any fins i tot durant els mesos més plujosos.
| Paràmetres climàtics mitjans de Victòria | Paràmetres climàtics mitjans de Victòria | Paràmetres climàtics mitjans de Victòria | Paràmetres climàtics mitjans de Victòria | Paràmetres climàtics mitjans de Victòria | Paràmetres climàtics mitjans de Victòria | Paràmetres climàtics mitjans de Victòria | Paràmetres climàtics mitjans de Victòria | Paràmetres climàtics mitjans de Victòria | Paràmetres climàtics mitjans de Victòria | Paràmetres climàtics mitjans de Victòria | Paràmetres climàtics mitjans de Victòria | Paràmetres climàtics mitjans de Victòria | Paràmetres climàtics mitjans de Victòria |
| Mes                                      | Gen.                                     | Feb.                                     | Mar.                                     | Abr.                                     | Mai.                                     | Jun.                                     | Jul.                                     | Ago.                                     | Set.                                     | Oct.                                     | Nov.                                     | Des.                                     | Anual                                    |
| ---------------------------------------- | ---------------------------------------- | ---------------------------------------- | ---------------------------------------- | ---------------------------------------- | ---------------------------------------- | ---------------------------------------- | ---------------------------------------- | ---------------------------------------- | ---------------------------------------- | ---------------------------------------- | ---------------------------------------- | ---------------------------------------- | ---------------------------------------- |
| Temperatura diària màxima °C (°F)        | 29,8 (85,6)                              | 31,0 (87,8)                              | 29,6 (85,3)                              | 30,5 (86,9)                              | 22,3 (72,1)                              | 29,1 (84,4)                              | 28,3 (82,9)                              | 28,4 (83,1)                              | 29,1 (84,4)                              | 29,6 (85,3)                              | 30,1 (86,2)                              | 30,0 (86)                                | 30,5 (86,9)                              |
| Font:                                    |                                          |                                          |                                          |                                          |                                          |                                          |                                          |                                          |                                          |                                          |                                          |                                          |                                          |

## Economia
El turisme és un sector important de l'economia. Les principals exportacions de Victòria són vainilla, cocos, oli de coco, peix i guano.

## Demografia
| 2002   | 2010   | 2014   |
| 24.970 | 26.450 | 24.701 |

Amb una població de 24.701 habitants, Victòria representa més d'un terç de la població total de l'illa.

## Educació
El campus de Mont Fleuri de la Universitat de les Seychelles es troba a Victòria. La Universitat de Seychelles (UniSey) va començar a impartir classes als seus primers alumnes el 2009. La universitat compta amb dos campus, Anse Royale i Mont Fleuri. Aquest darrer acull el Centre d'Excel·lència en Tecnologies de la Informació i la Comunicació de l'Índia i Seychelles. La Universitat de Seychelles ha creat tres instituts de recerca que col·laboren estretament amb les facultats per promoure les activitats de recerca i establir vincles amb organitzacions similars d'interessos. A través de la investigació, la universitat pretén proporcionar al govern dades que l'ajudin a prendre decisions informades que beneficiïn el país.

## Cultura

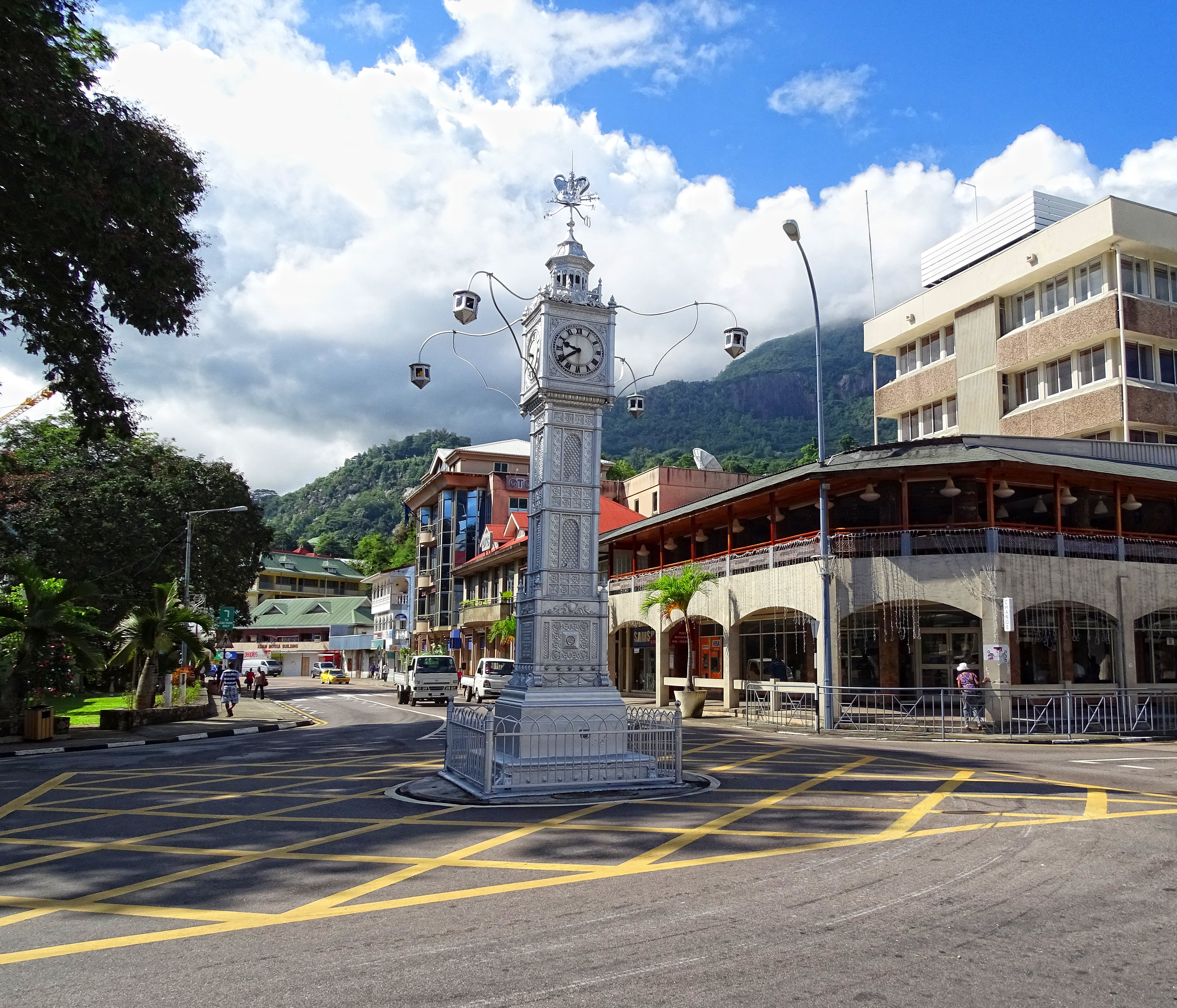
Victoria Clocktower

### Monuments i llocs turístics
Torre del Rellotge

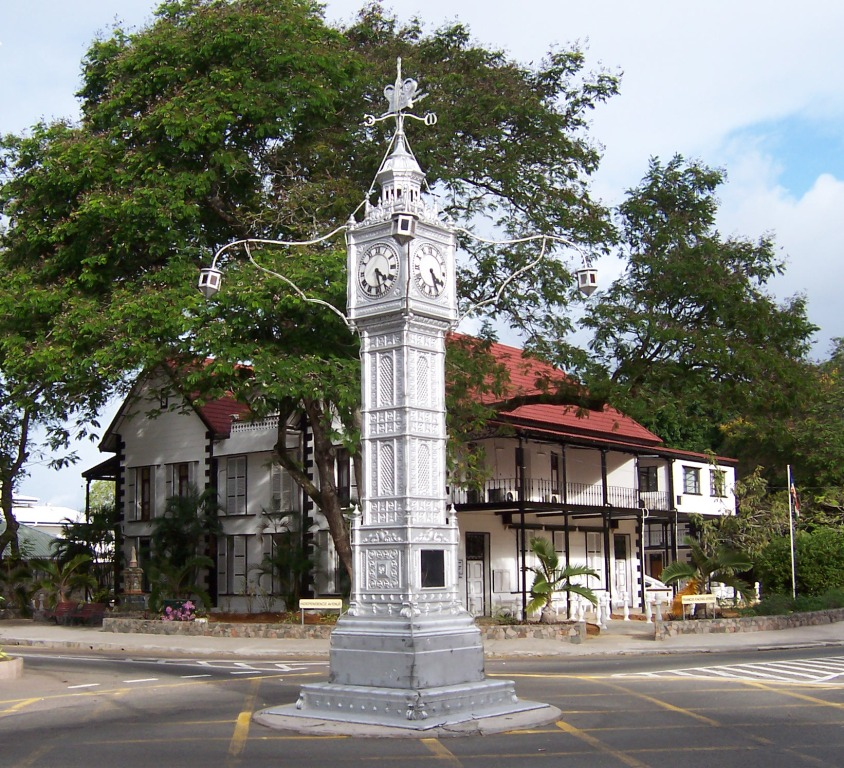
La famosa reproducció del Big Ben al centre de Victòria, davant de l'edifici del Ministeri de Justícia.

El rellotge de la Victòria que es troba al mig de la rotonda central és el monument més famós de la ciutat. Anacrònica i platejada, aquesta rèplica en miniatura de la torre del rellotge del Palau de Westminster va ser erigida el 1903 per celebrar el nou estatus d’una colònia de la Corona, les Seychelles acabaven de ser alliberades de la supervisió de Maurici. Un segle després, encara és l'epicentre de la capital. Punt d'intersecció de l'avinguda de l'independència i el carrer Albert, vetlla per una altra curiositat: les úniques llums vermelles de l'illa.

### Herència cultural
- Museu d'Història Natural de les Seychelles

Aquest petit museu d'història que es troba al preciós edifici de la biblioteca nacional només té una pedra que commemora la presa de l'illa, una àncora antiga i un quadern groguenc que enumera els noms dels primers esclaus.
- Jardí Botànic Victòria

El Jardí Botànic va ser creat l'any 1901 per Paul Evenor Rivalz Dupont, llavors director d'Agricultura de les Seychelles.
Altres atraccions de la ciutat són els jutjats, i el mercat Sir Selwyn Selwyn-Clarke. i els mercats de peix i fruites de colors vius són el lloc popular per a la gent de les Seychelles.

## Llocs de culte

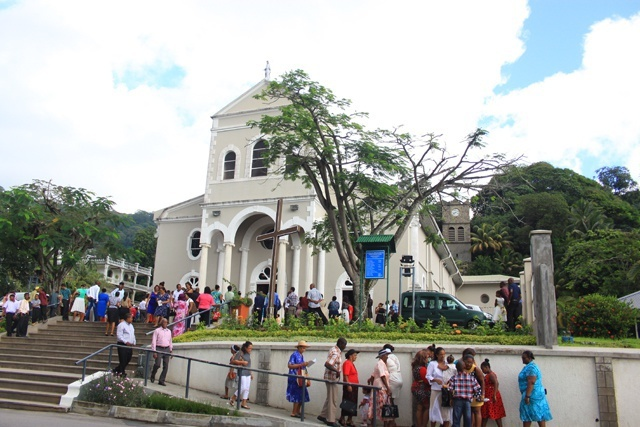
Catedral de la Immaculada Concepció

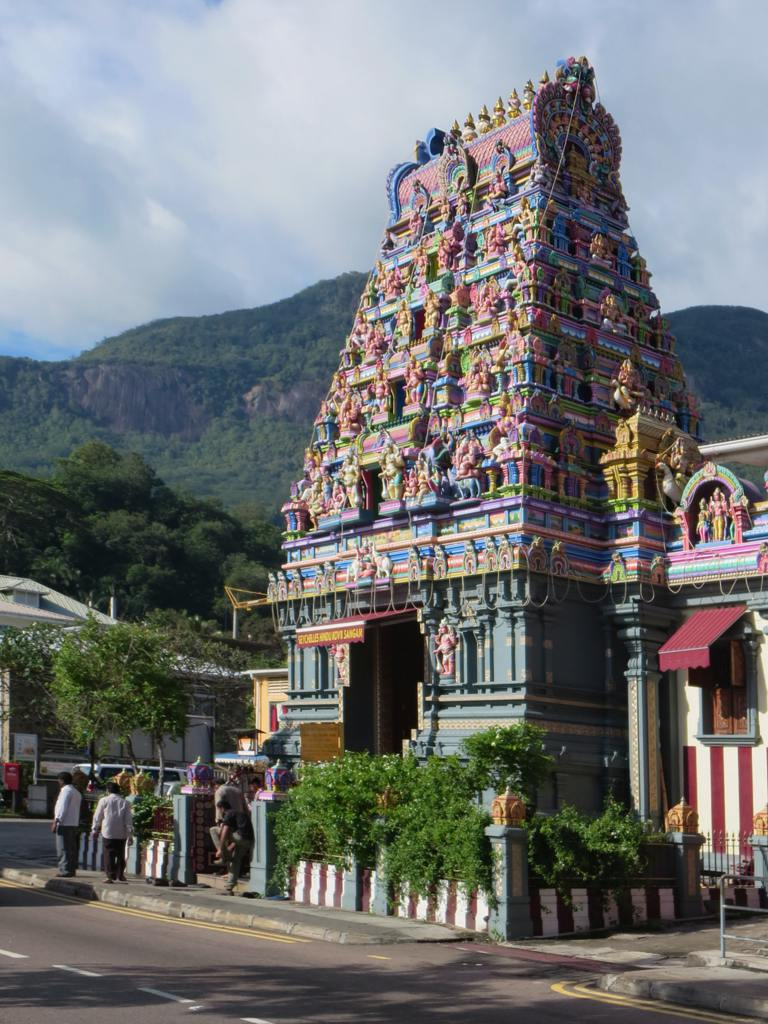
Temple Arulmigu Navasakti Vinayagar

Hi ha dues catedrals a Victòria, la catedral de la Immaculada Concepció (catòlica romana) i la catedral de Sant Pau (Anglicana). També hi ha esglésies baptistes i pentecostals, mesquites i temples hindús.

## Esports
L'Estadi Linité, l'estadi nacional, es troba a Victòria. S'utilitza principalment per a partits de futbol.

## Transport
Victòria és servida per l'aeroport internacional de Seychelles, acabat el 1971. El port interior es troba immediatament a l'est de la ciutat, on la pesca de tonyina i les conserves són una indústria important. Un dels ponts més grans de Victòria va ser destruït per les ones del tsunami del terratrèmol de l'Oceà Índic de 2004.

## Districtes
Quatre dels districtes de les Seychelles es troben a Victòria:
- English River (La Rivière Anglaise), el districte central
- Saint Louis
- Mont Fleuri
- Bel Air

## Ciutats agermanades
Victòria està agermanada amb:
| País     | ciutat            |
| -------- | ----------------- |
| Djibouti | Djibouti          |
| Israel   | Daliyat el-Carmel |
| China    | Haikou            |